# راز دریاچه کوهستان
راز دریاچه کوهستان (ارمنی: Լեռնային լճի գաղտնիքը؛ روسی: Тайна горного озера) فیلمی محصول سال ۱۹۵۴ اتحاد شوروی به کارگردانی الکساندر رو. این فیلم با اقتباس از رمانی نوشته واختانگ آنانیان، نویسنده ارمنی تهیه شده است.

## بازیگران
- گورگن گابریلیان در نقش پدربزرگ آساطور
- ی. هاروتیونیان در نقش مادربزرگ نارگیز
- hy:Վանցետի Դանիելյան در نقش آرام میخائیلوویچ
- گئورگ آشوقیان در نقش باگرات استپانوویچ
- تاتول دیلاکیان در نقش یغیشه
- آروس آسریان در نقش سونا
- ل. لئونیدوف در نقش آندریی پتروویچ
- - در نقش زمین‌شناس
- - در نقش زمین‌شناس
- لیلیا هوهانیسیان در نقش کارینه
- بوریس کِروبیان در نقش دِو
- گوهار گاسپاریان اجراککننده ترانه نقش کارینه
- نرسس هوهانیسیان در نقش کامو